# Lévignacq
Lévignacq é uma comuna francesa na região administrativa da Nova Aquitânia, no departamento Landes. Estende-se por uma área de 41,25 km². Em 2010 a comuna tinha 319 habitantes (densidade: 7,7 hab./km²).